# Ford Anglia
De Ford Anglia is een automodel van de Amerikaanse autobouwer Ford. De auto werd geproduceerd in de Engelse fabriek in Dagenham. De auto is in vier generaties op de markt gekomen. De eerste generatie kwam in 1939 op de markt. In 1967 is de laatste Anglia gebouwd, deze werd opgevolgd door de Ford Escort.

## E04A (1939-48)
De eerste generatie van de Ford Anglia, de E04A, werd in 1939 uitgebracht als het kleinste model van Ford in het Verenigd Koninkrijk. De tweedeurs Anglia was vergelijkbaar met de grotere vierdeurs Ford Prefect. De wagen was eigenlijk een facelift van zijn voorganger, de Ford 7Y.
Exemplaren voor de Britse markt werden aangedreven door een 933 cc vier-in-lijn benzinemotor met zijkleppen, gekoppeld aan een handgeschakelde drieversnellingsbak. Voor sommige exportmarkten werd een 1172 cc motor gebruikt. De ophanging bestond uit bladveren voor- en achteraan, de remmen waren mechanisch.
Van 1940 tot 1945 werd de E04A ook in Australië gebouwd als tourer (met achterbank) en als tweezitter roadster.
De productie werd in 1948 gestopt nadat er 55.807 exemplaren waren gebouwd.

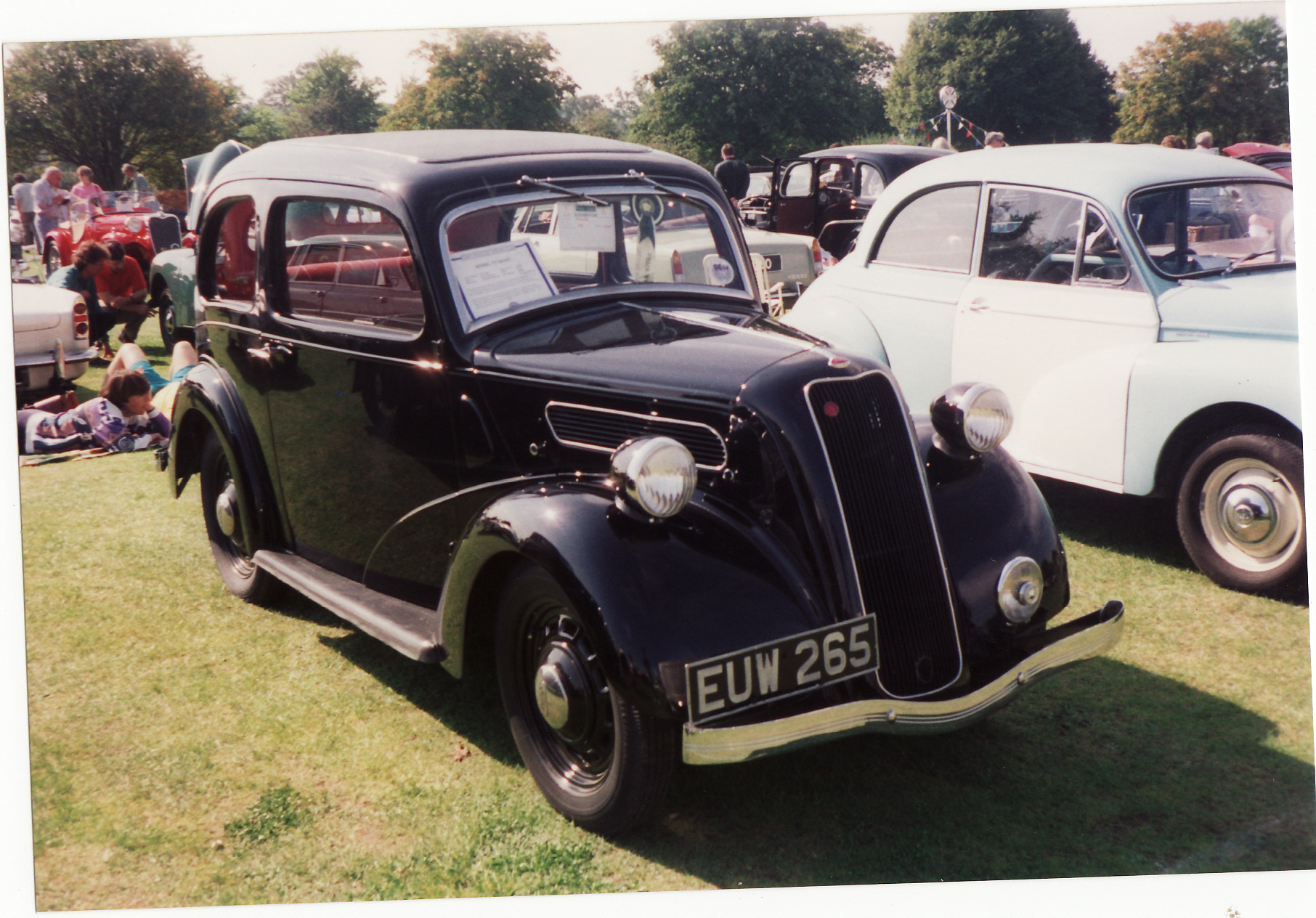
Ford Anglia E04A
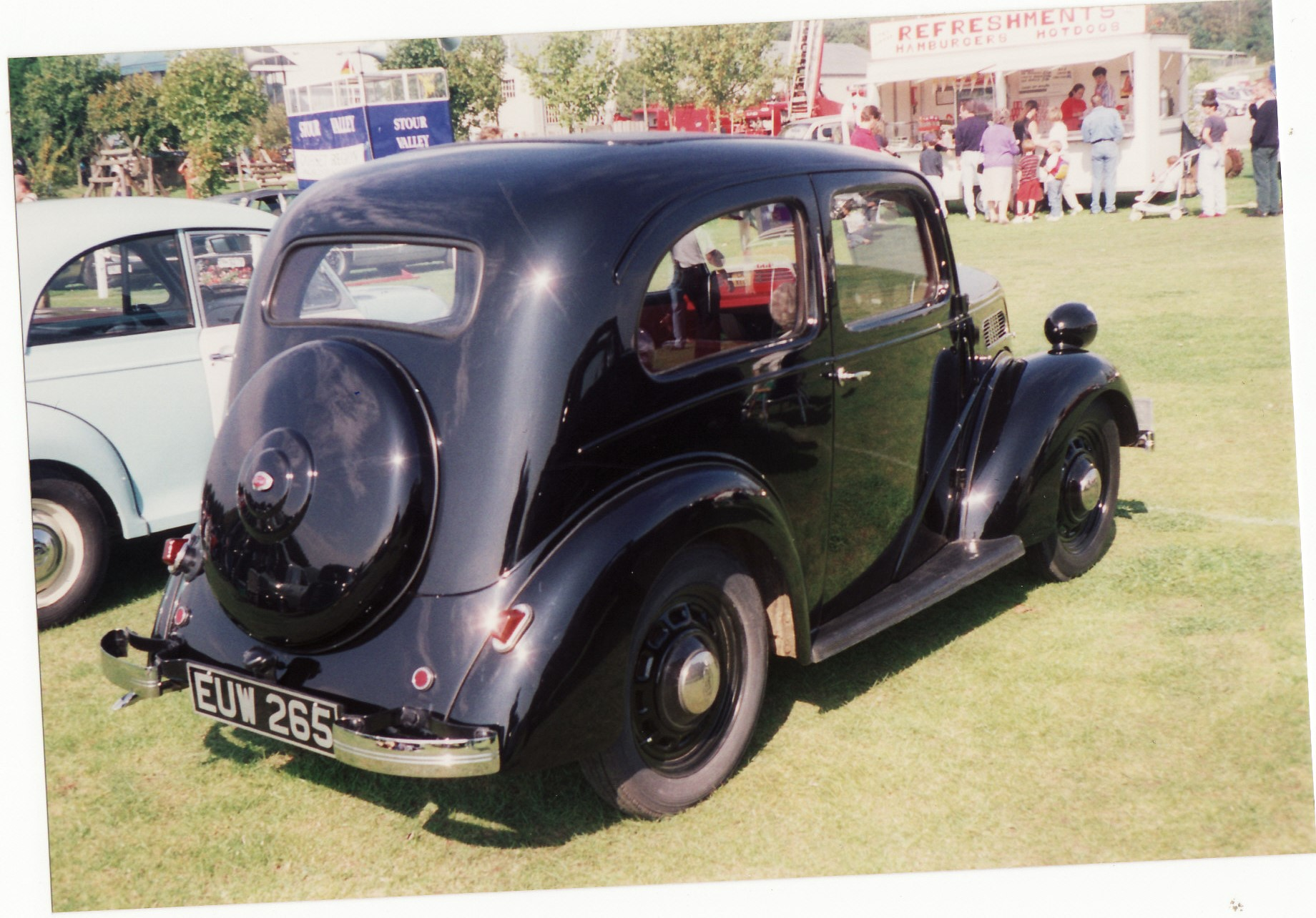
Ford Anglia E04A, achteraanzicht
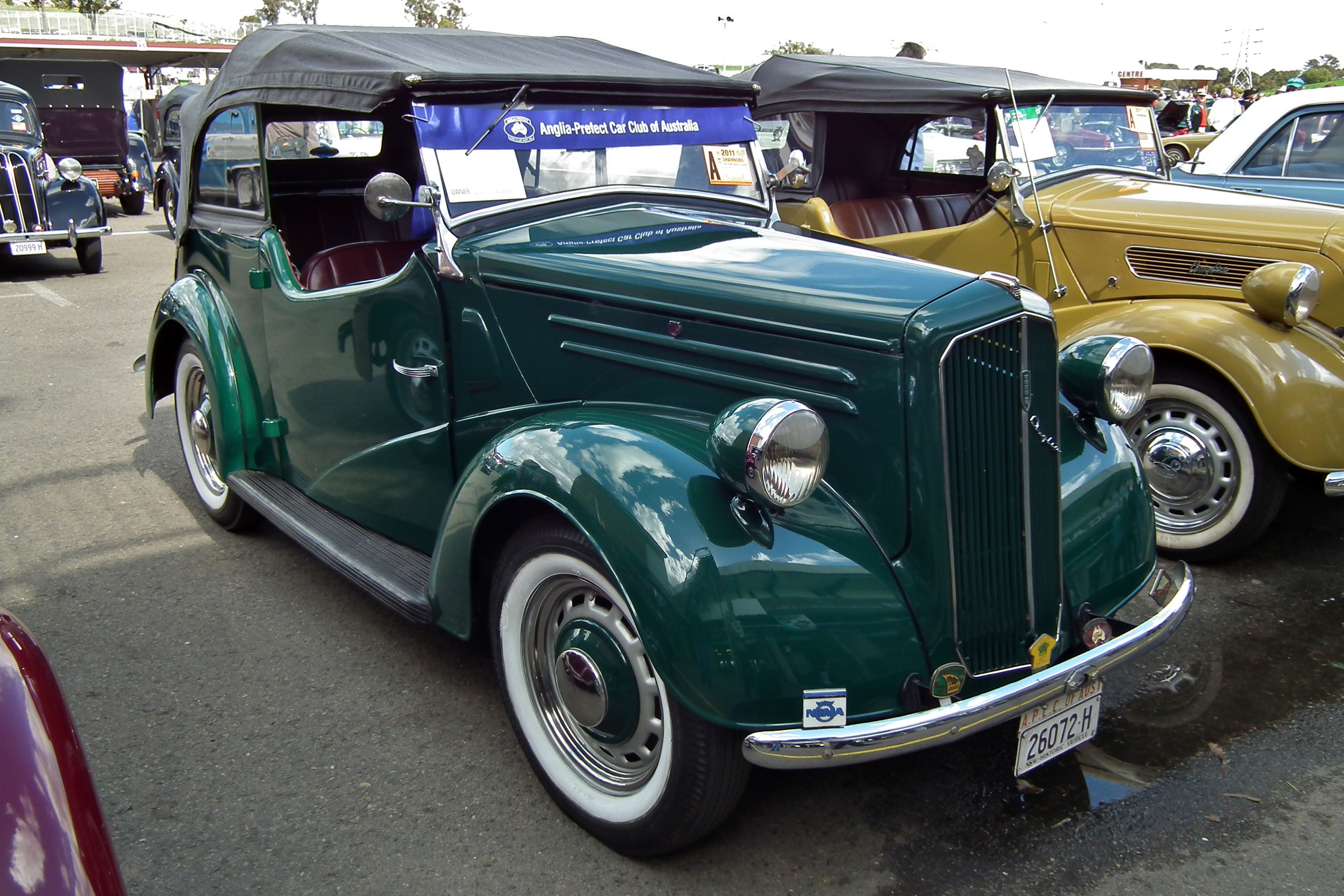
Ford Anglia E04A tourer (Australië)
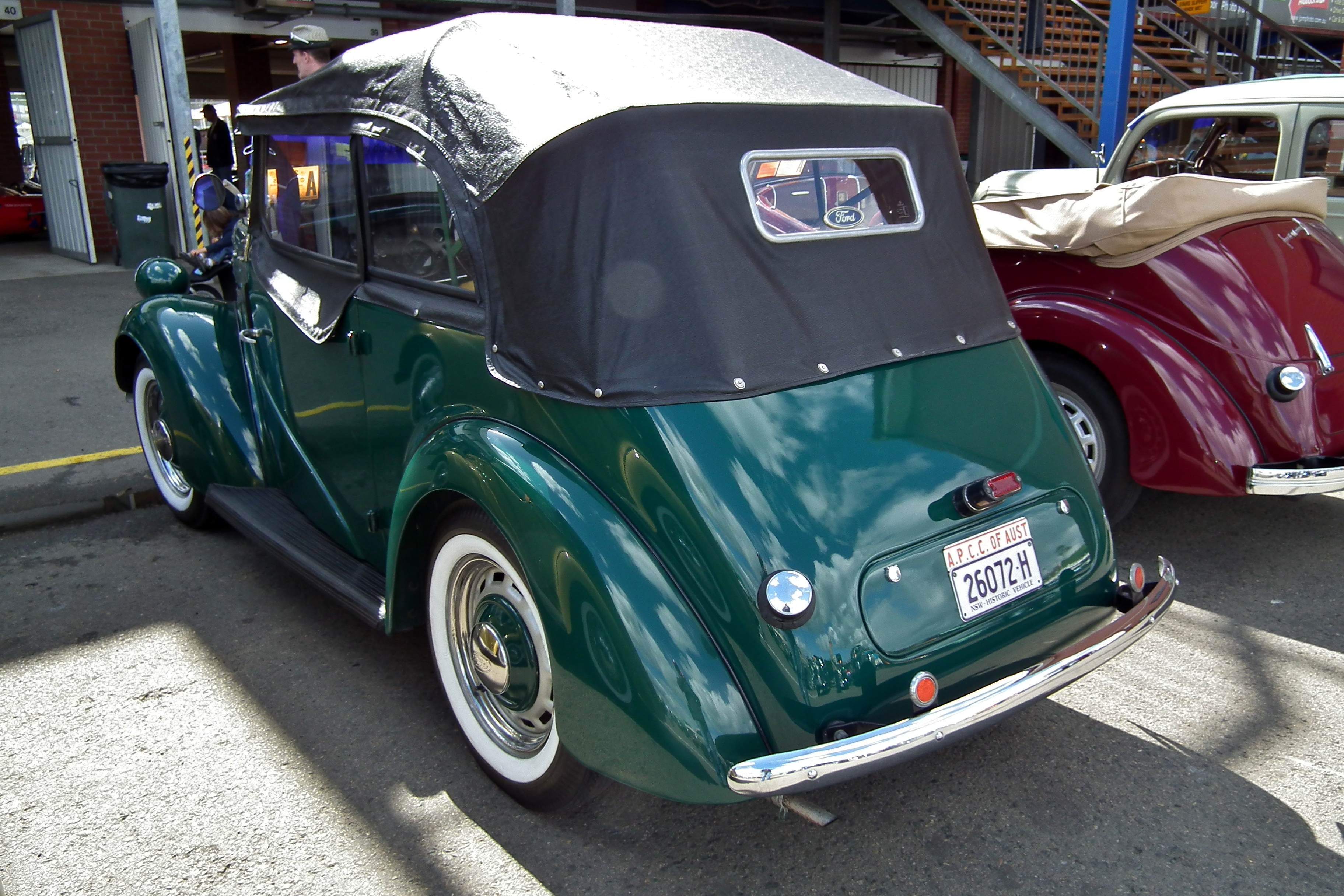
Ford Anglia E04A tourer (Australië), achteraanzicht

## E494A (1949-53)
De tweede generatie uit 1949, code E494A, was een make-over van het vorige model met een voorkant die met zijn schuin rechtopstaand radiatorrooster meer in de stijl van de jaren 40 was. Het was opnieuw een heel spartaans voertuig en in 1948 was het de goedkoopste auto op vier wielen in Groot-Brittannië.
Toen de productie van de E494A Anglia in 1953 stopte na 108.878 exemplaren, werd het model nog tot 1959 verkocht als de uiterst eenvoudige 103E Ford Popular.

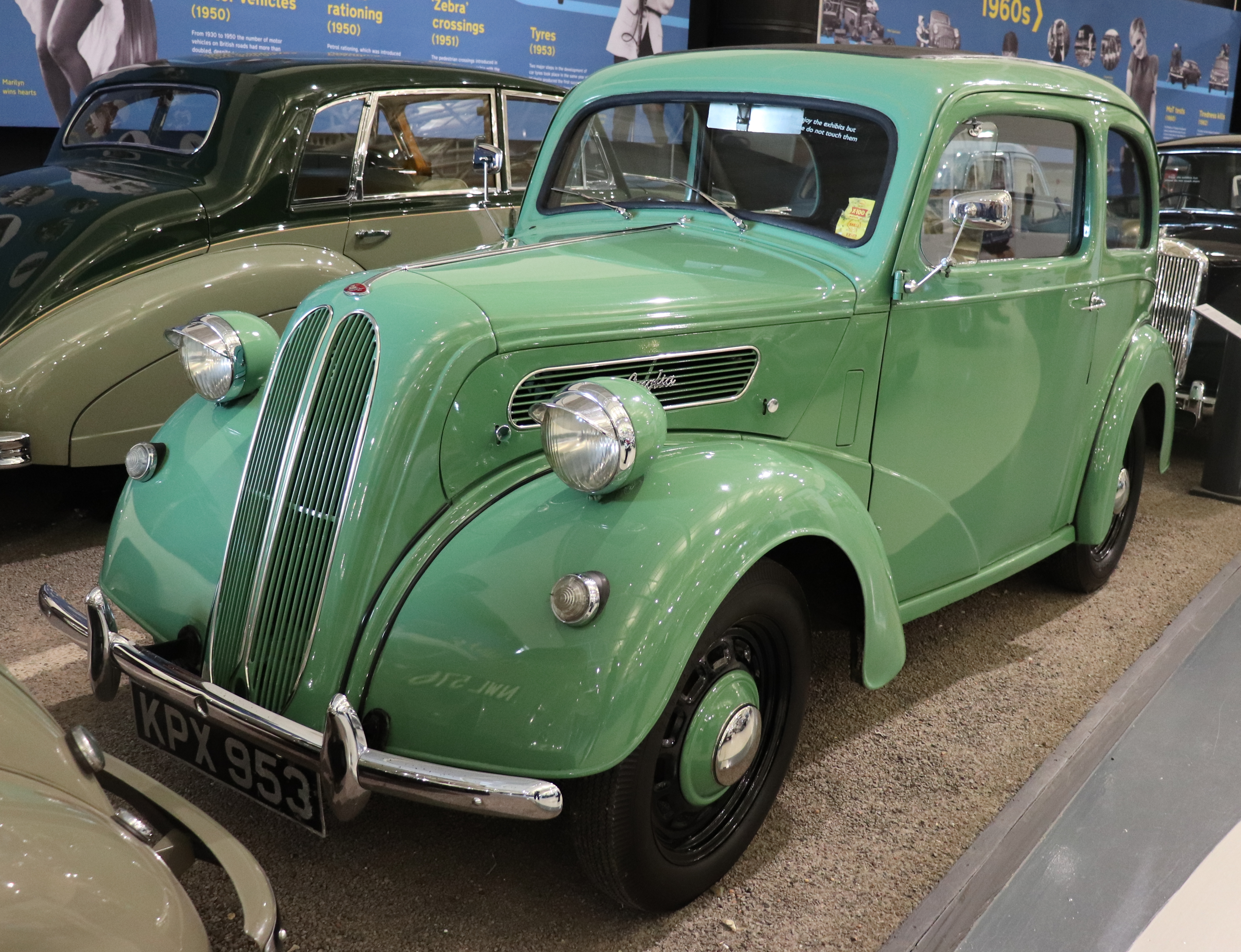
Ford Anglia E494A (1949)
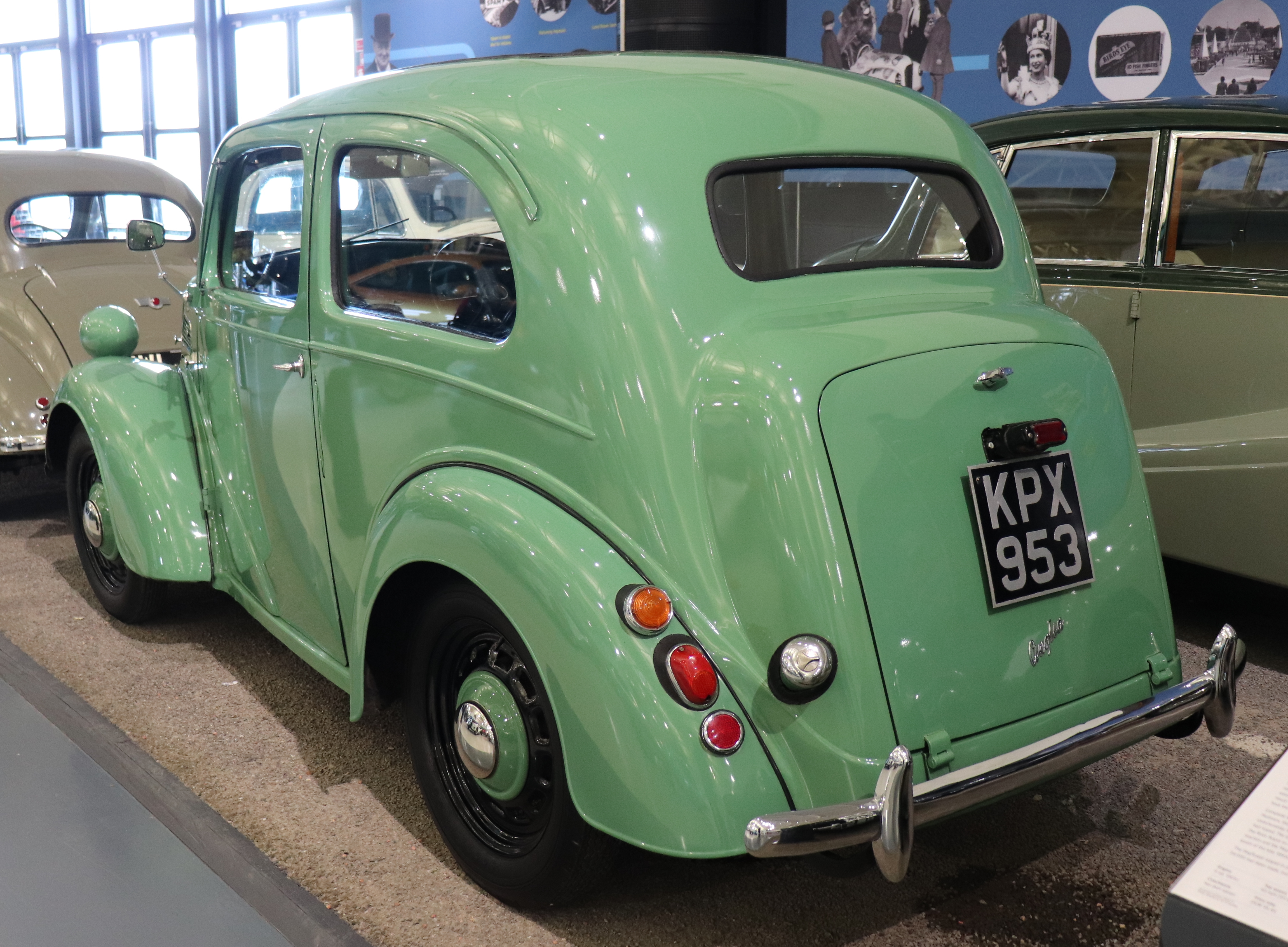
Ford Anglia E494A (1949), achteraanzicht

De A494A Anglia was de Australische tegenhanger van de E494A. De Australische Anglia had dezelfde voorkant als het Britse model, maar verschilde op veel andere vlakken, met name in het aanbod van carrosserievarianten. De A494A werd geproduceerd als vierdeurs sedan, tweedeurs tourer, tweedeurs coupé utility en tweedeurs roadster. Alle carrosserievarianten hadden treeplanken en de kofferbak van de sedan was minder prominent aanwezig.

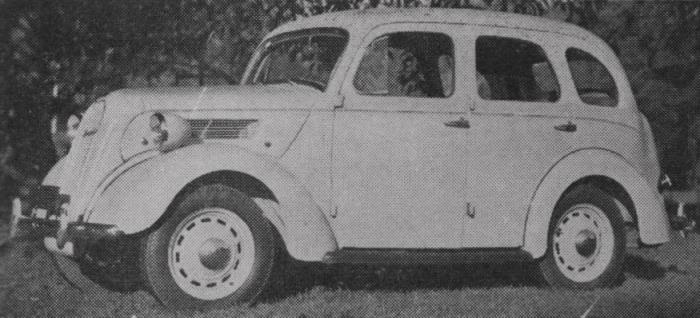
Ford Anglia A494A (1949) vierdeurs sedan
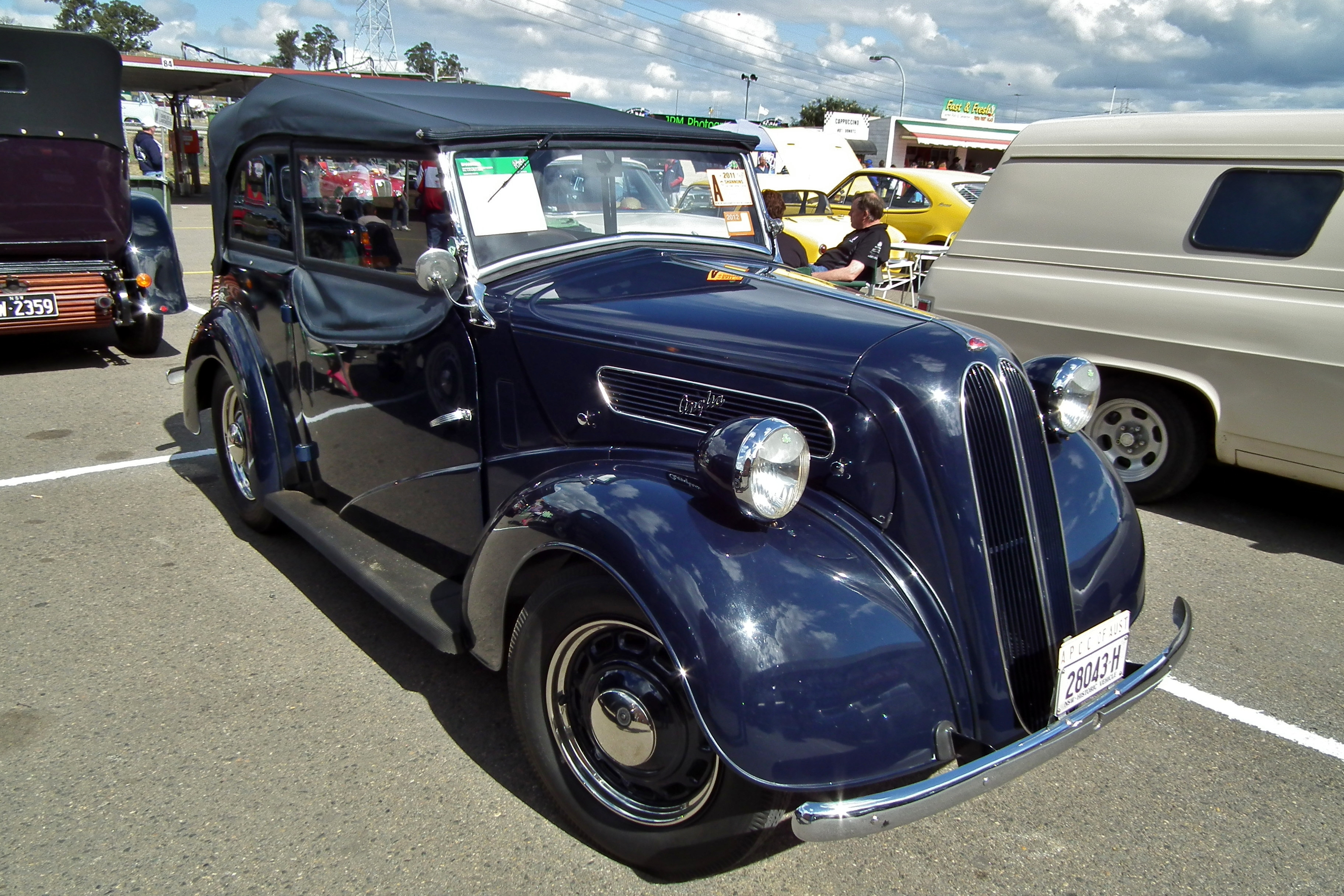
Ford Anglia A494A (1949) tourer
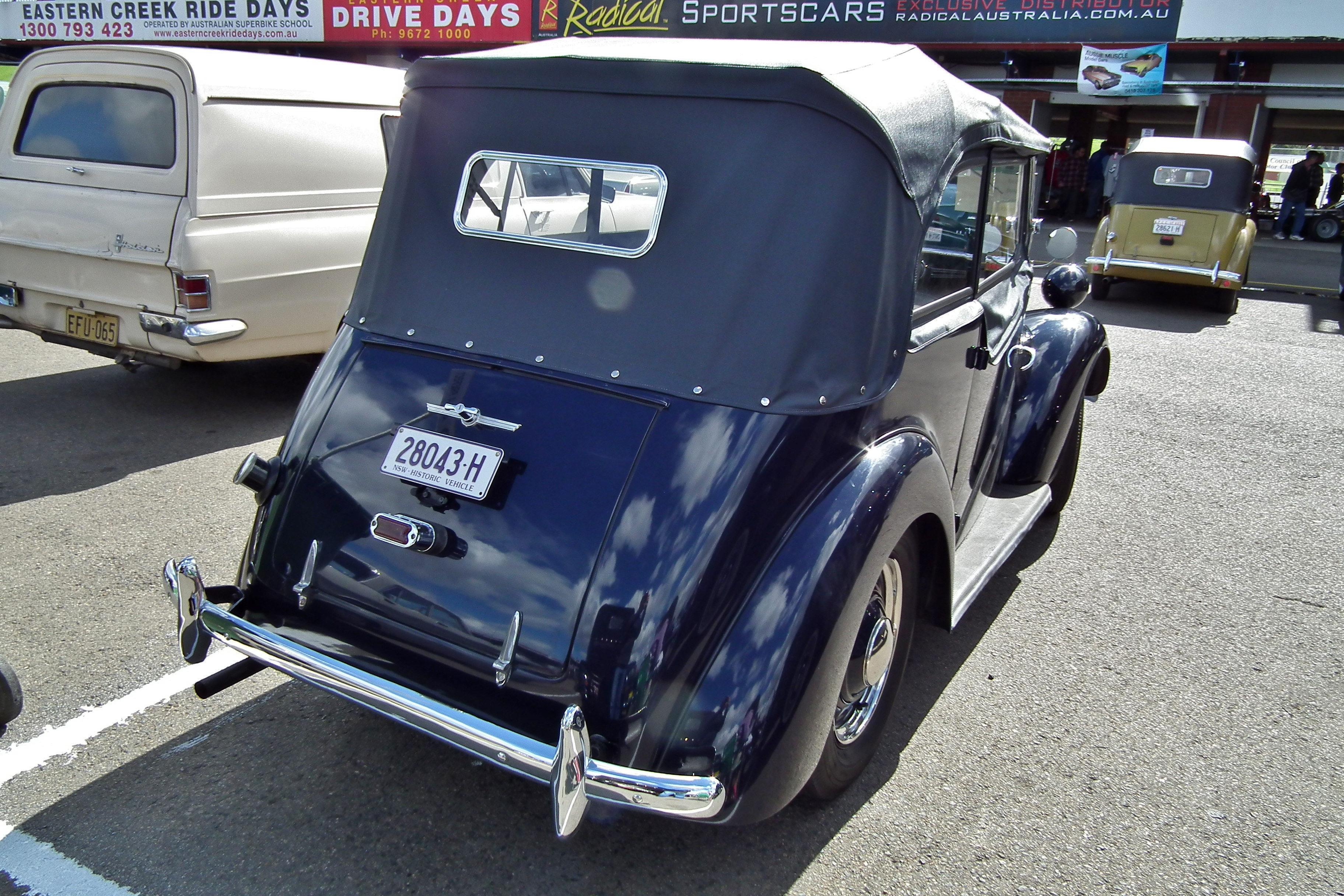
Ford Anglia A494A (1949) tourer, achteraanzicht
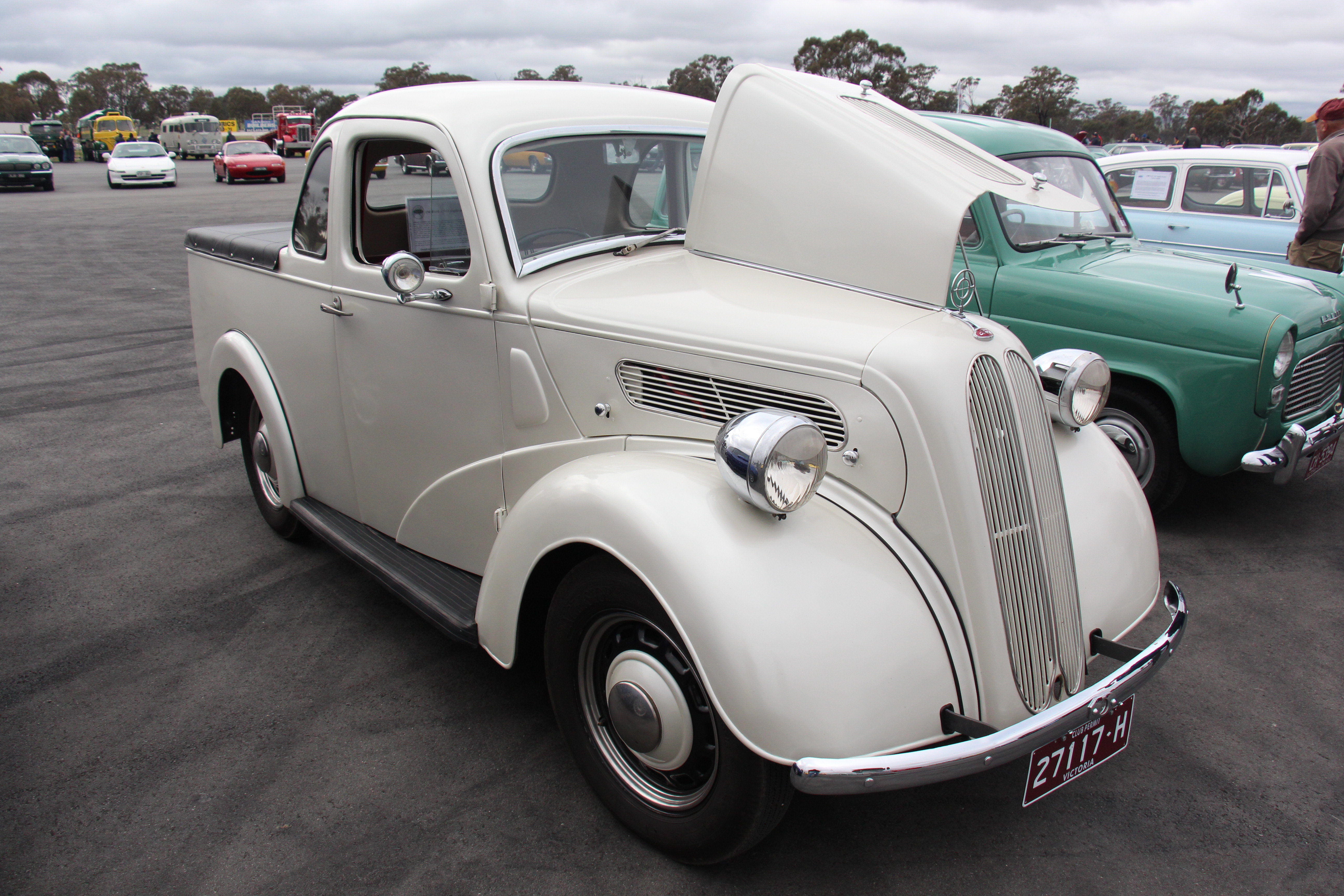
Ford Anglia A494A (1949) ute

## 100E (1953-59)
In 1953 bracht Ford de 100E uit. Dit was een compleet nieuw ontwerp dat geïnspireerd was door de grotere Ford Consul die twee jaar eerder verschenen was en door zijn Duitse tegenhanger, de Ford Taunus G13 12M. De 100E was verkrijgbaar als tweedeurs Anglia en als vierdeurs Prefect.
Het interieur bevatte voorzetels met een beweegbare rugleuning om toegang tot de achterbank te vergemakkelijken. De instrumenten waren gegroepeerd rond de stuurkolom en de versnellingspook was op de vloer gemonteerd. Verwarming en een radio waren optioneel verkrijgbaar.
De wagen werd aangedreven door een 1172 cc vier-in-lijn benzinemotor met zijkleppen van 36 pk. De handgeschakelde drieversnellingsbak bleef behouden. De afzonderlijke chassisconstructie van de vorige modellen werd vervangen door een zelfdragende carrosserie en de voorwielophanging gebruikte veerpoten in plaats van bladveren.
Vanaf 1955 werden twee stationwagens aangeboden: het instapmodel Escort en de beter uitgeruste Squire. De stationwagens waren vergelijkbaar met de Ford Thames 300E-bestelwagens maar waren uitgerust met een neerklapbare achterbank en een horizontaal opgedeelde achterklep.
In 1957 kreeg de wagen een facelift met onder andere een nieuw radiatorrooster, nieuwe koplampomlijstingen en een grotere achterruit.
Er werden 345.841 exemplaren van de Anglia 100E gebouwd. Toen de productie in 1959 eindigde, werd de wagen nog tot 1962 verkocht als de eenvoudige 100E Popular.

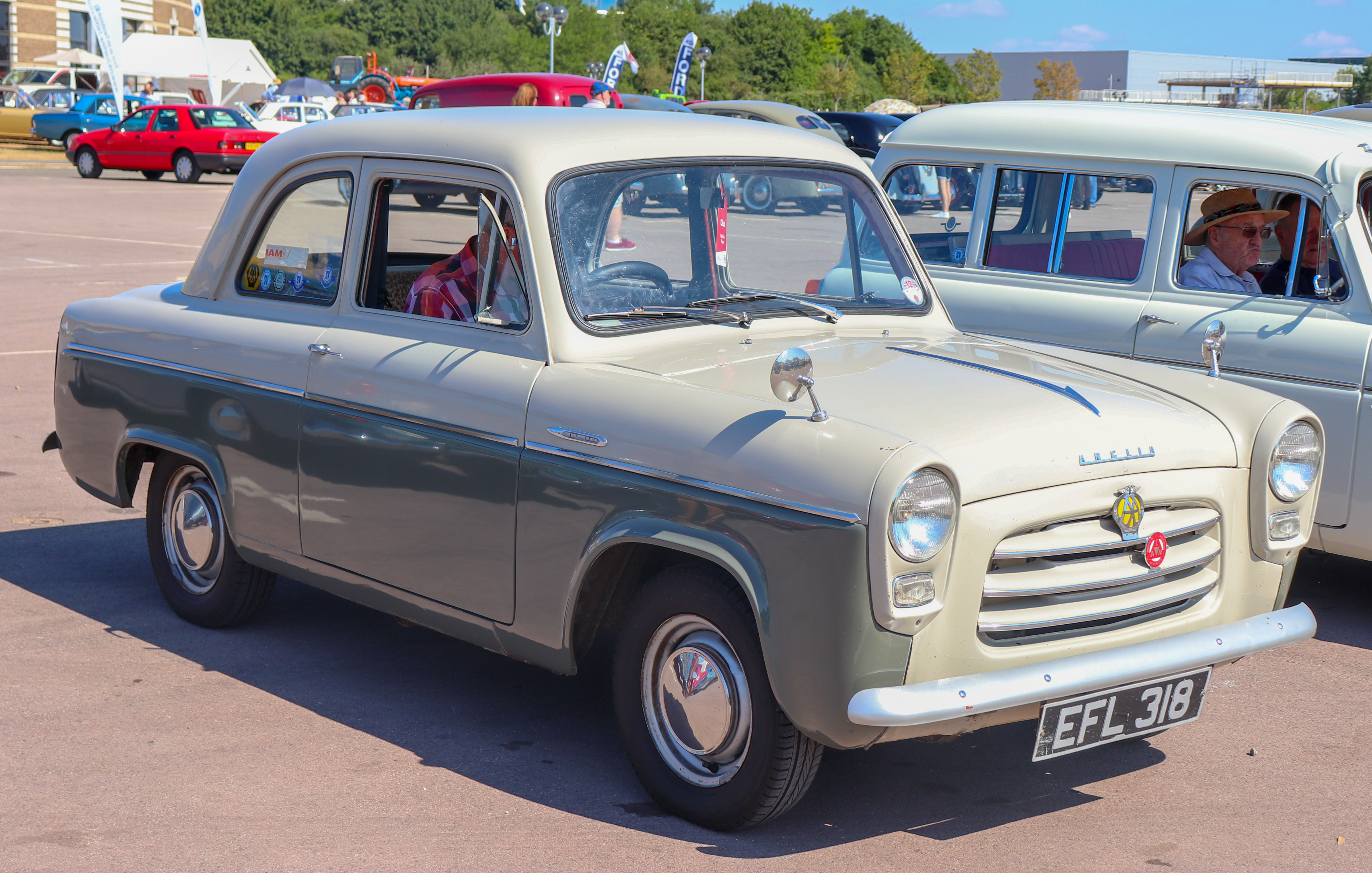
Ford Anglia 100E (1956)
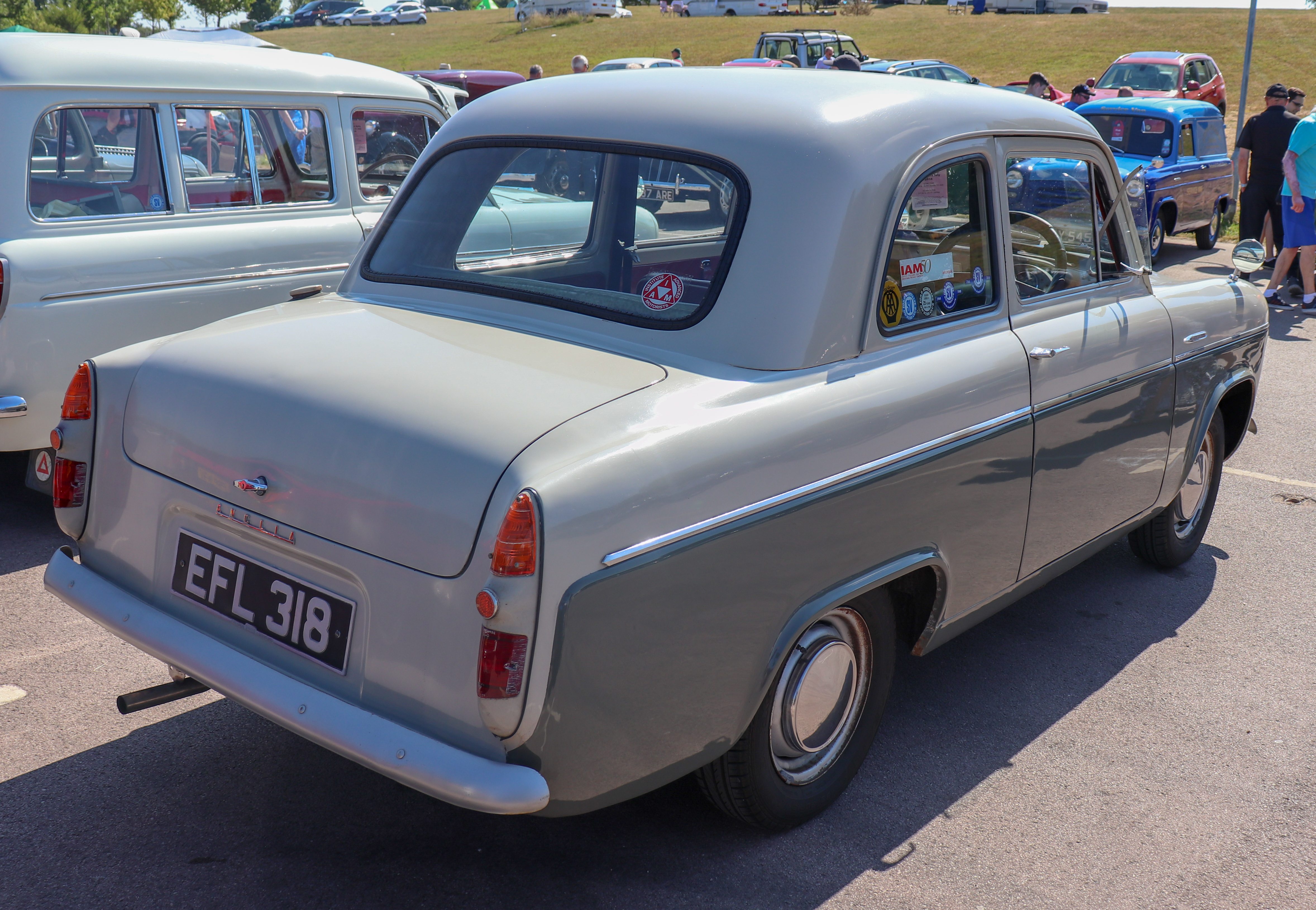
Ford Anglia 100E (1956), achteraanzicht
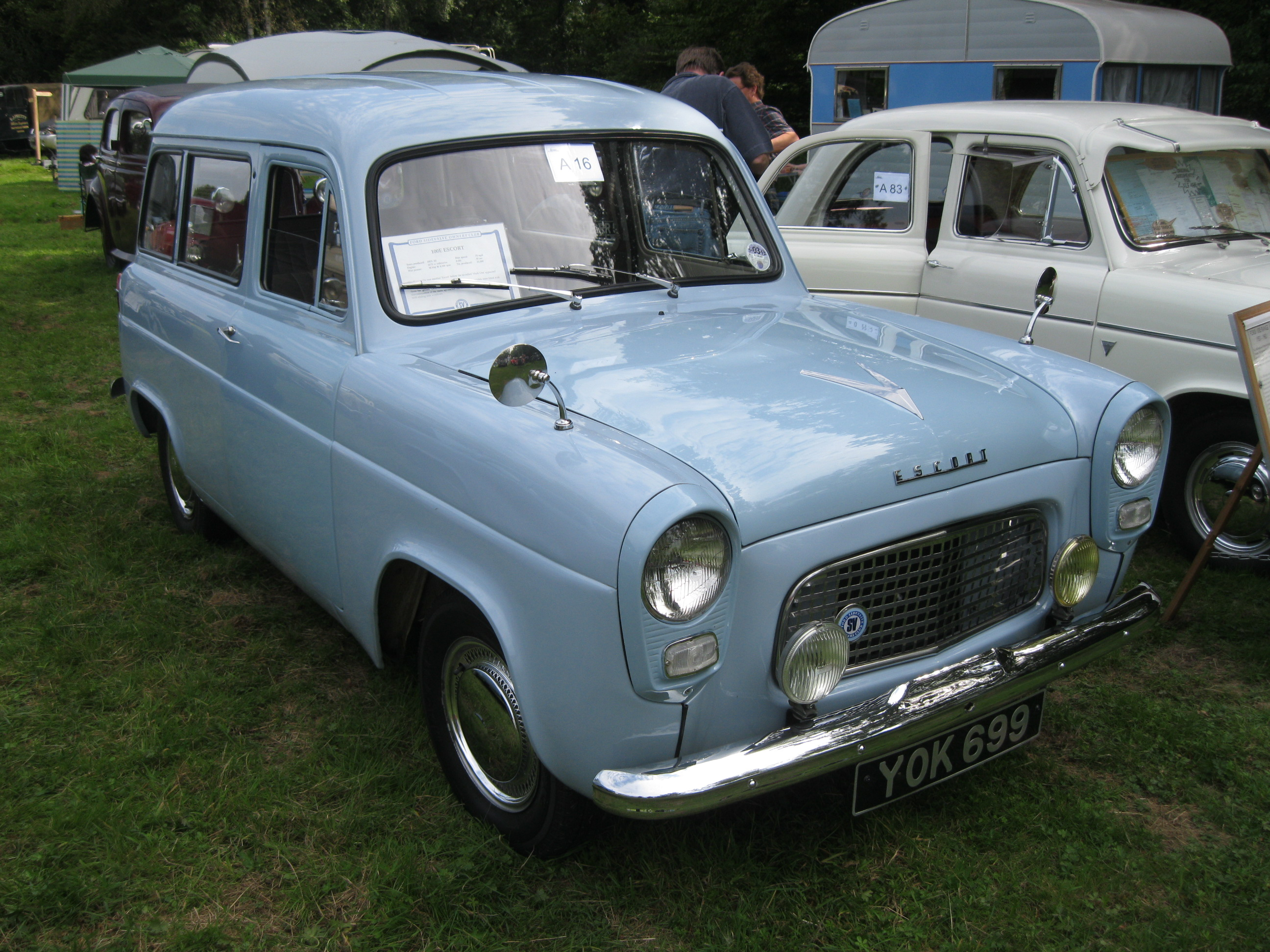
Ford Escort 100E (1955) stationwagen
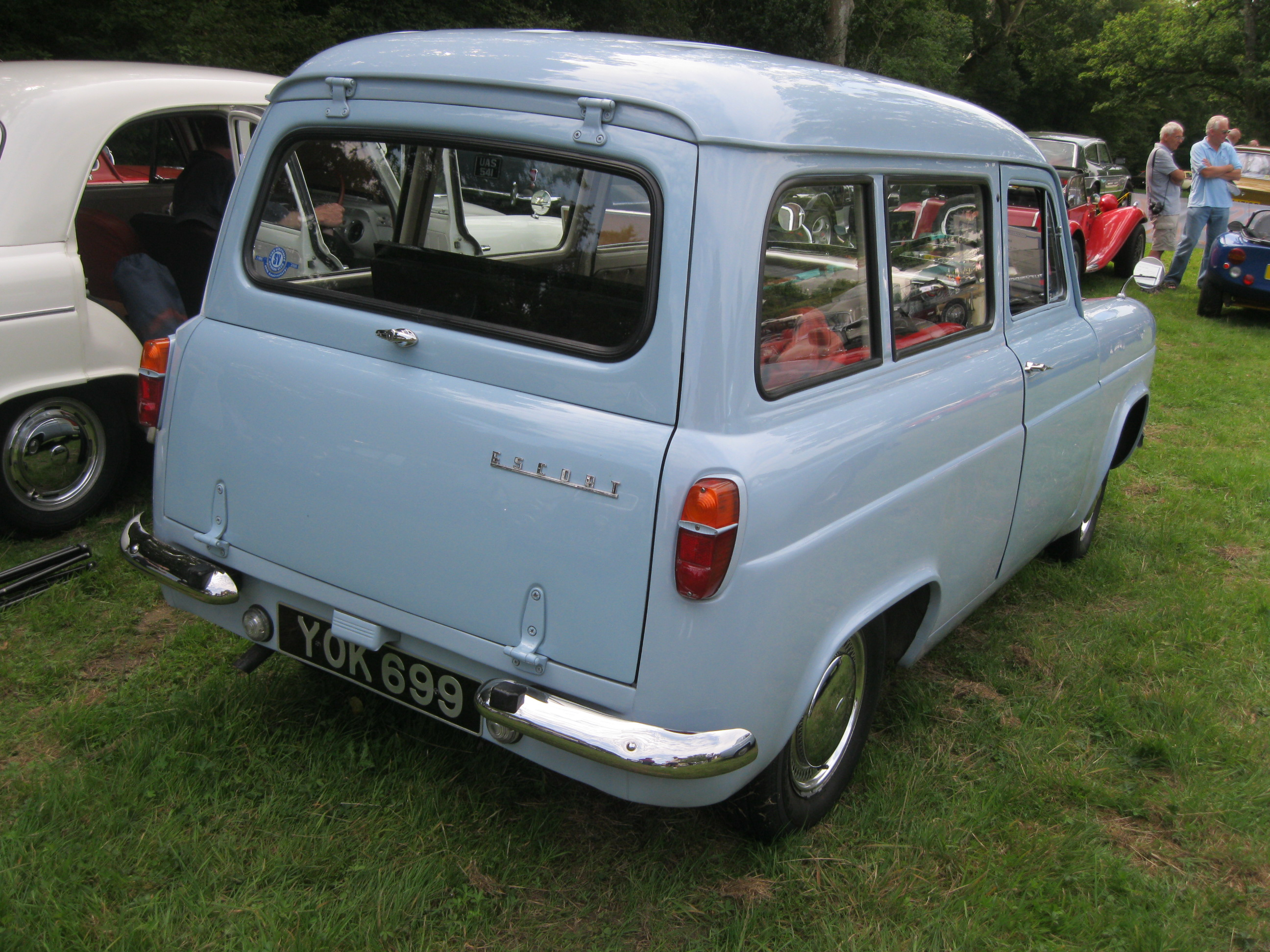
Ford Escort 100E (1955) stationwagen, achteraanzicht
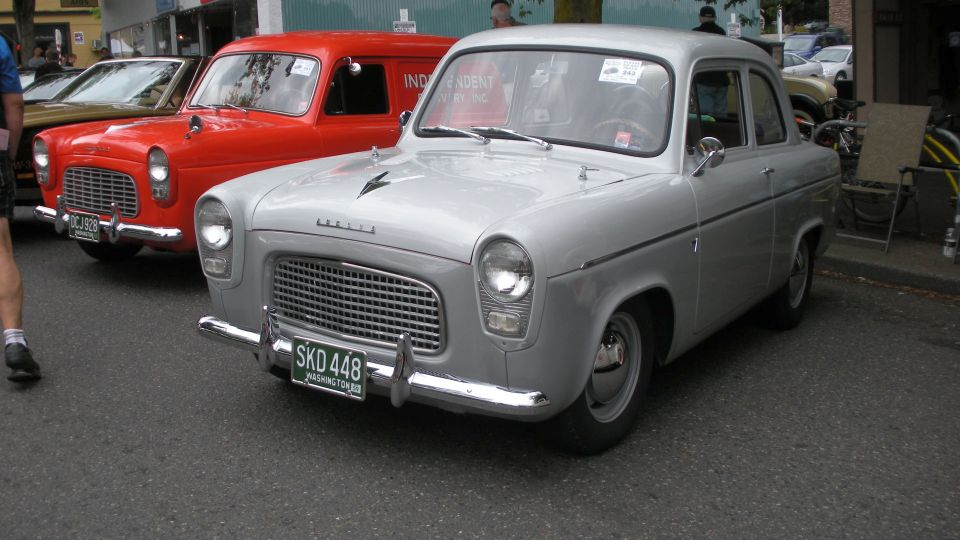
Ford Anglia 100E (1959), facelift
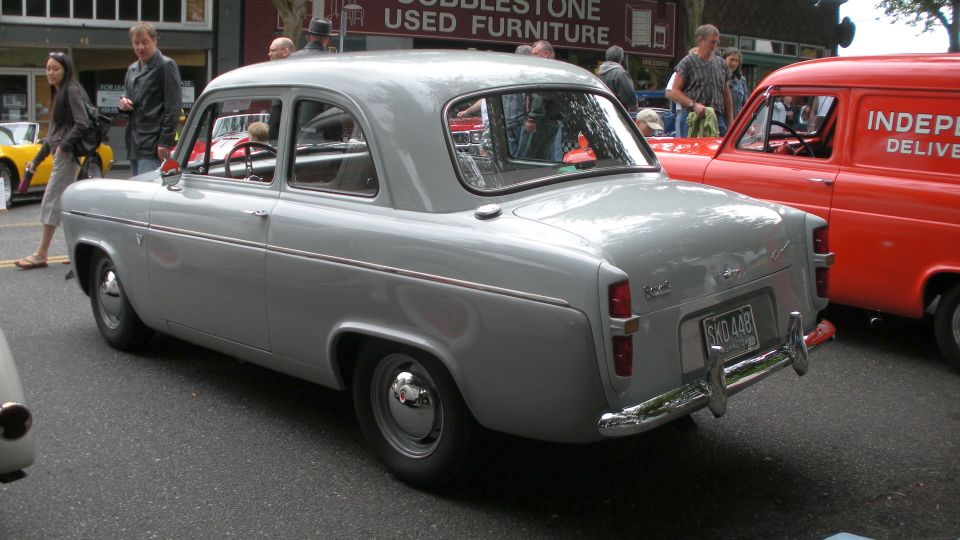
Ford Anglia 100E (1959), facelift, achteraanzicht

## 105E (1959-68)
De vierde generatie Anglia, code 105E, werd geïntroduceerd in 1959. Het ontwerp bevatte veel Amerikaanse invloeden, waaronder een vloeiende neuslijn, een breed verchroomd radiatorrooster, een achterwaarts hellende achterruit en bescheiden staartvinnen. In 1961 kwamen er een stationwagen en een bestelwagen bij. 
De wagen werd aangedreven door een volledig nieuwe 997 cc vier-in-lijn benzinemotor, gekoppeld aan een handgeschakelde vierversnellingsbak. De notoir zwakke vacuüm-aangedreven ruitenwissers van de eerdere Anglia's werden vervangen door meer conventionele ruitenwissers met een elektromotor. De onafhankelijke voorwielophanging met Macpherson-veerpoten van de 100E bleef behouden.
Filmpje over de Ford Anglia 105E
https://youtu.be/vDlkjlj7hNQ?si=dVLz27IoBH35XD0f
Van de vierde generatie Anglia werden 1.004.737 exemplaren gebouwd.

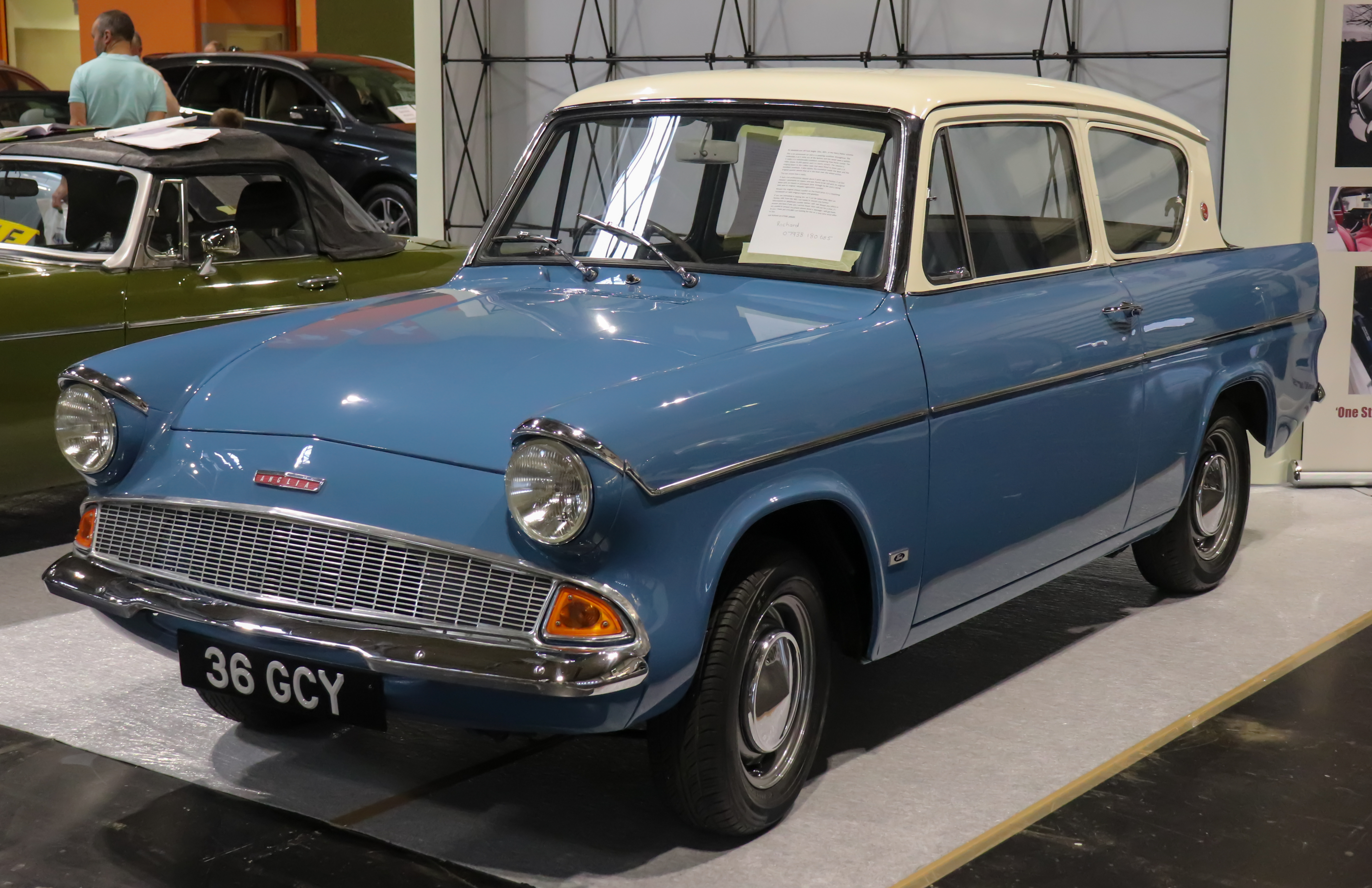
Ford Anglia 105E (1963)
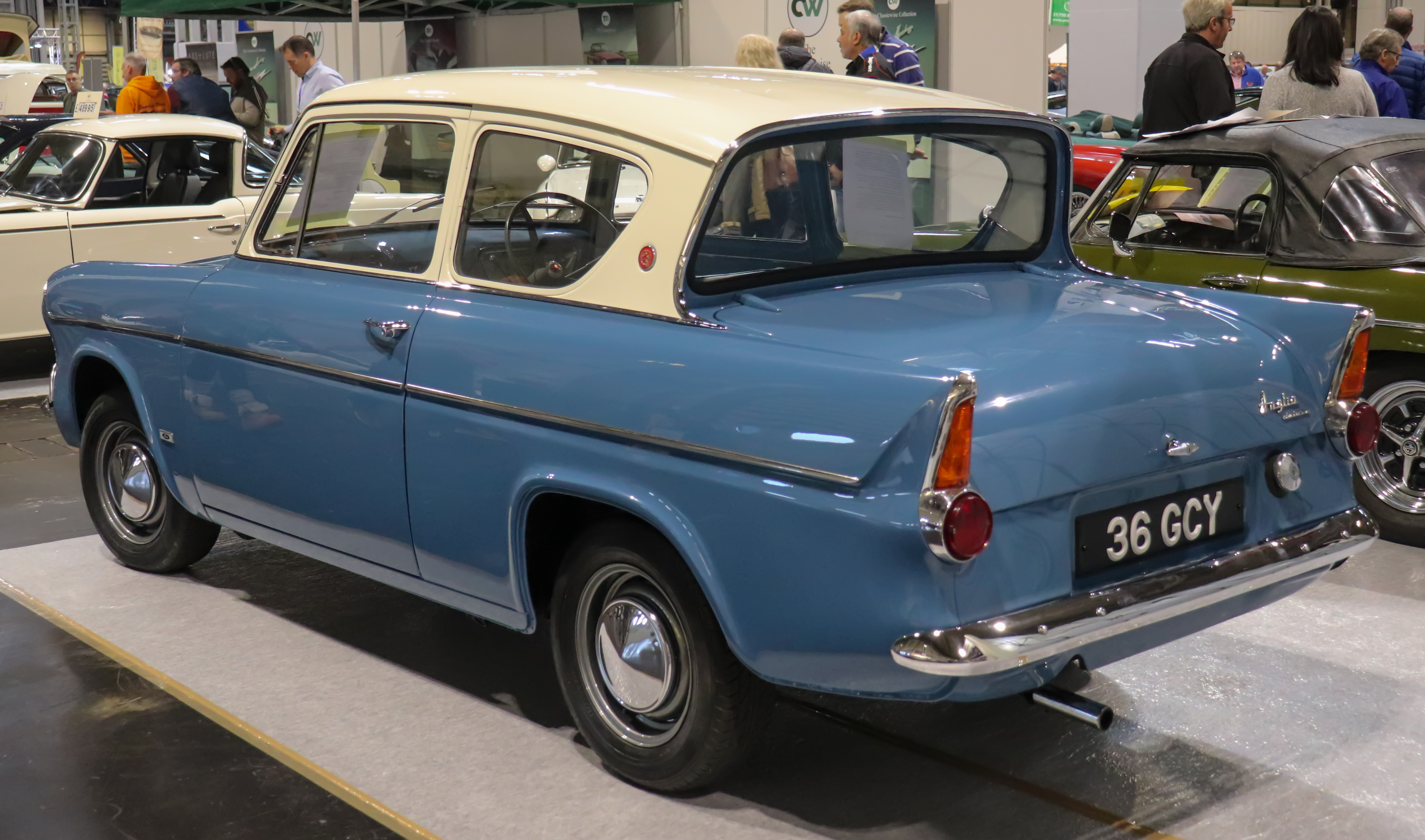
Ford Anglia 105E (1963), achteraanzicht
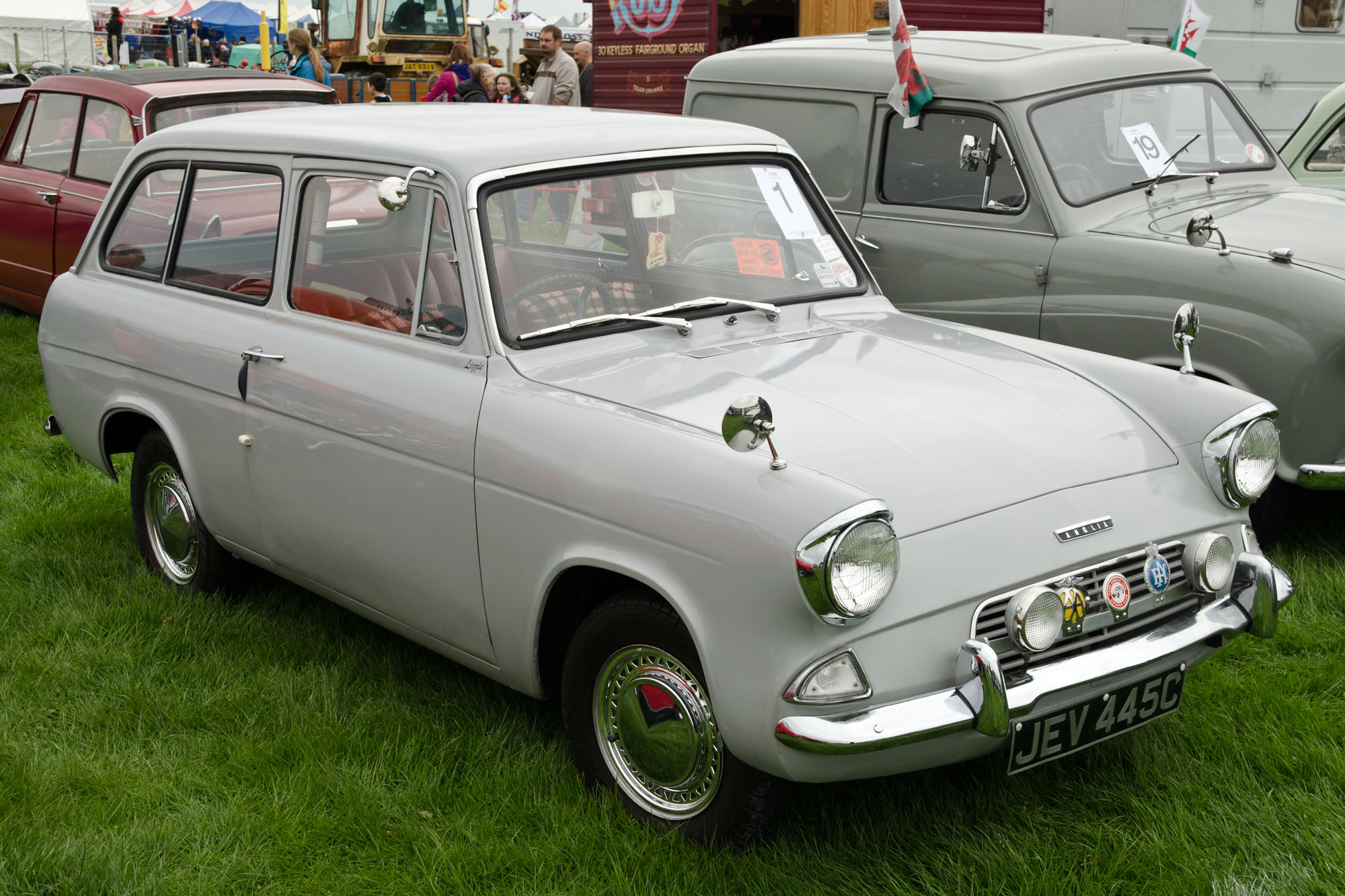
Ford Anglia 105E (1965) stationwagen
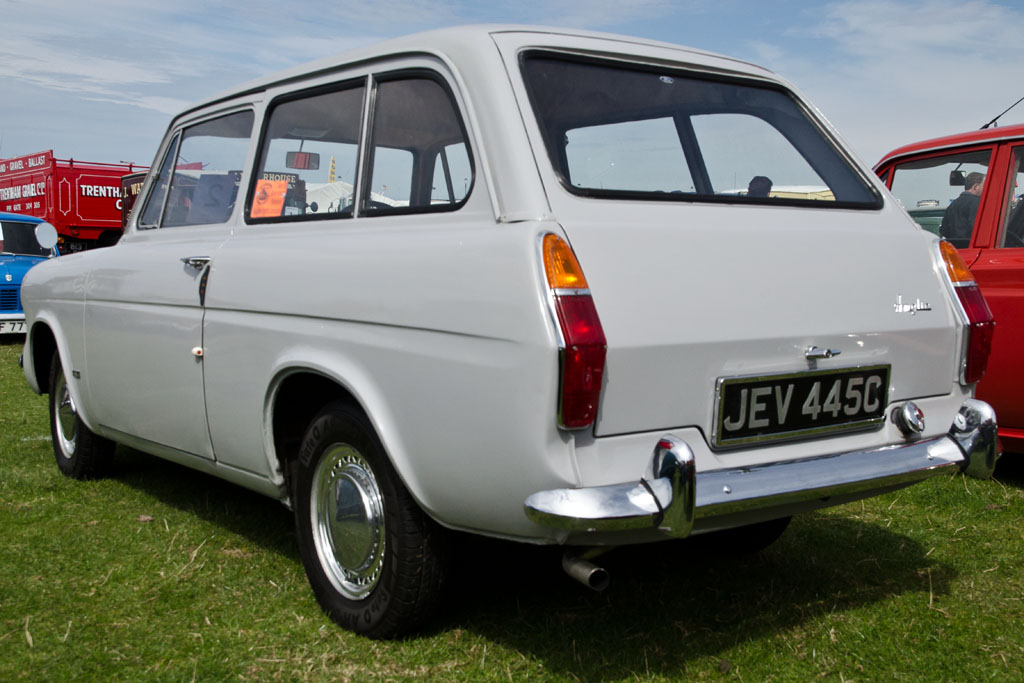
Ford Anglia 105E (1965) stationwagen, achteraanzicht
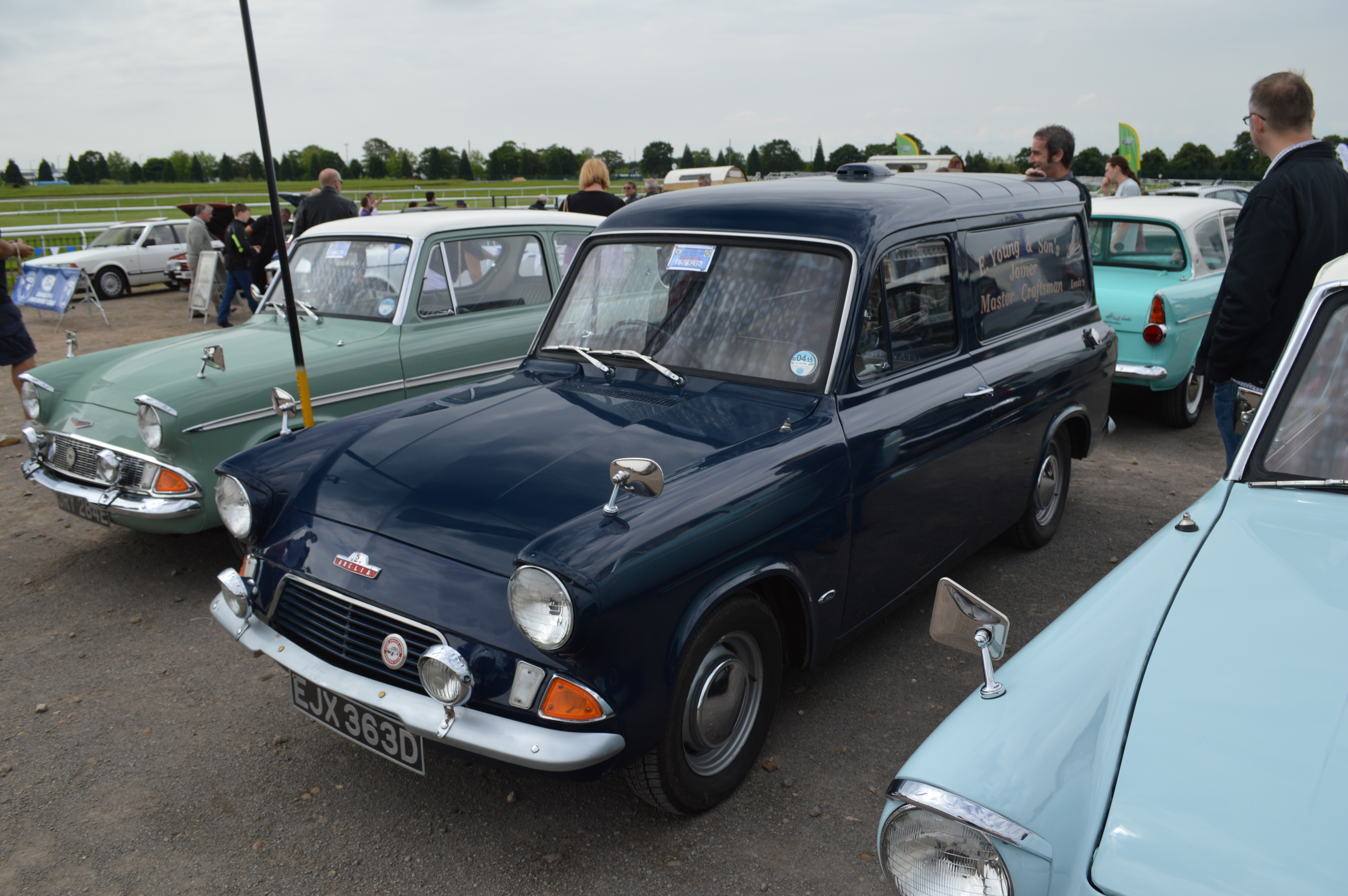
Ford Anglia 105E bestelwagen

Vanaf 1962 was de 123E Anglia Super beschikbaar naast de 105E, ter vervanging van de Ford Prefect waarvan de productie in 1961 gestopt was. De 123E had naast een grotere 1198 cc motor nog een aantal andere extra's, zoals een dak en zijstreep in contrasterende kleur, dubbele chromen zijstrips en een luxe interieurafwerking. Een variant die alleen op het Europese vasteland aangeboden werd was de Anglia Sportsman, herkenbaar aan zijn reservewiel achteraan, bumpers met stootblokken en whitewallbanden.

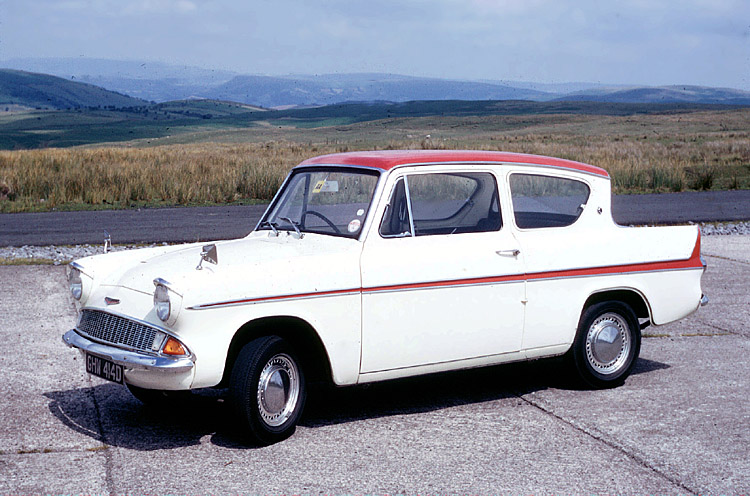
Ford Anglia Super 123E (1966)
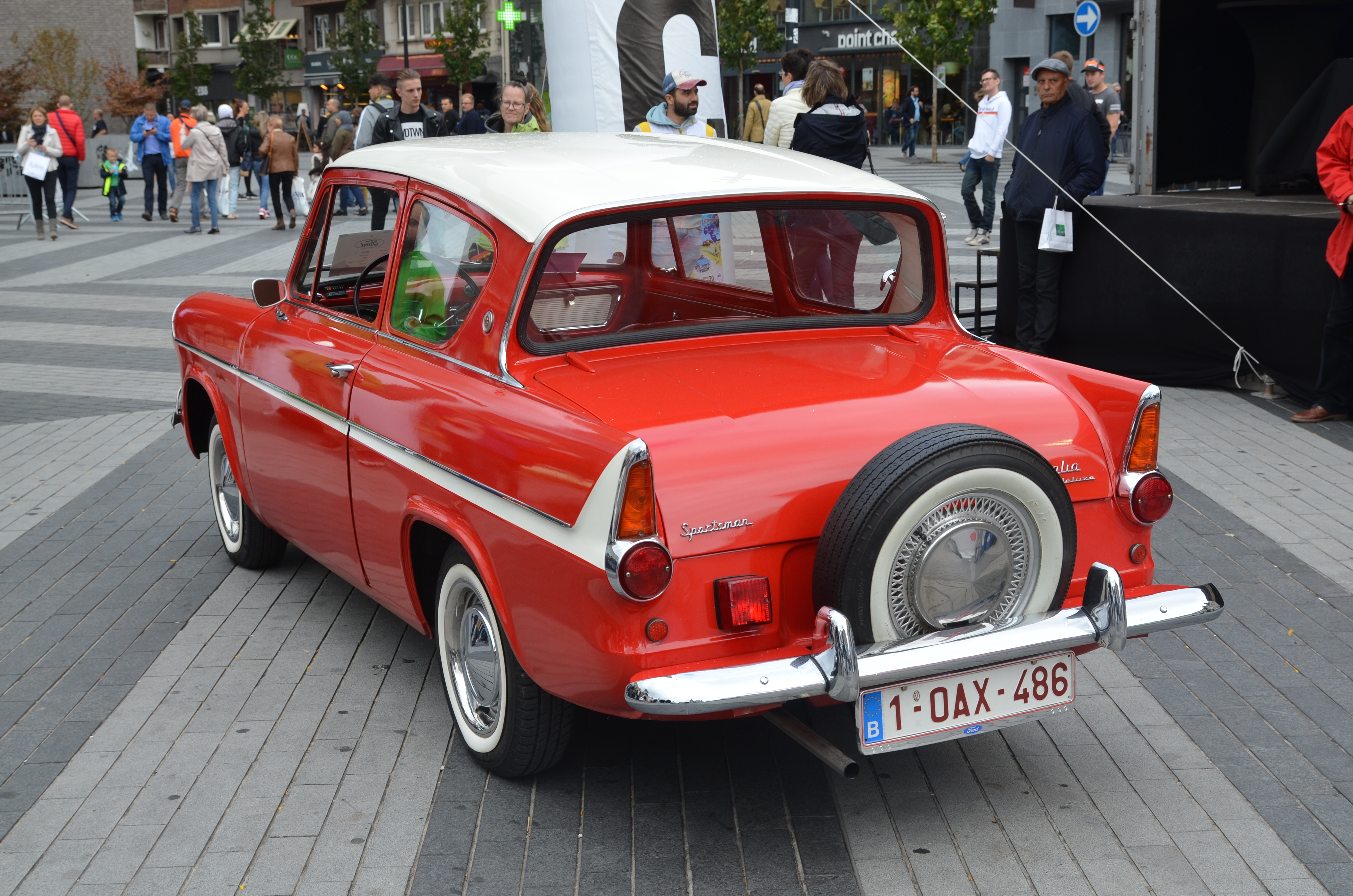
Ford Anglia Sportsman 123E (1965)

## Harry Potter
In de film Harry Potter en de Geheime Kamer wordt een blauwe Ford Anglia van het type 105E door Ron gebruikt om Harry te redden uit zijn slaapkamer. De auto is betoverd en kan daardoor vliegen.